# André Guerlin
« Guerlin` » redirige ici. Pour l’article homophone, voir Guerlain.
André Guerlin, né le 19 juillet 1911 à Samatan (Gers) et mort le 19 mai 1998 à Tarbes (Hautes-Pyrénées), est un homme politique français.

## Détail des fonctions et des mandats
Mandats parlementaires
- 12 mars 1967 - 30 mai 1968 : Député de la 2e circonscription des Hautes-Pyrénées
- 11 mars 1973 - 2 avril 1978 : Député de la 1re circonscription des Hautes-Pyrénées

### Mandats locaux
- Vice-Président du Conseil général des Hautes-Pyrénées (1982-1988)